# NGC 1242
NGC 1242 (również PGC 11892) – galaktyka spiralna z poprzeczką (SBc), znajdująca się w gwiazdozbiorze Erydanu. Odkrył ją William Herschel 15 grudnia 1786 roku. W jej pobliżu znajduje się większa galaktyka NGC 1241, obie te galaktyki stanowią obiekt Arp 304 w Atlasie Osobliwych Galaktyk.